# Sylvia Rose
Sylvia Rose (nacida Sylvia Müller, Barth, 23 de diciembre de 1962) es una deportista de la RDA que compitió en remo como timonel.
Participó en los Juegos Olímpicos de Seúl 1988, obteniendo una medalla de oro en la prueba de cuatro con timonel. Ganó dos medallas de plata en el Campeonato Mundial de Remo, en los años 1986 y 1987.

## Palmarés internacional
| Juegos Olímpicos   | Juegos Olímpicos         | Juegos Olímpicos | Juegos Olímpicos   |
| Año                | Lugar                    | Medalla          | Prueba             |
| ------------------ | ------------------------ | ---------------- | ------------------ |
| 1988               | Seúl (Corea del Sur)     | Medalla de oro   | Cuatro con timonel |
| Campeonato Mundial |                          |                  |                    |
| Año                | Lugar                    | Medalla          | Prueba             |
| 1986               | Nottingham (Reino Unido) | Medalla de plata | Cuatro con timonel |
| 1987               | Copenhague (Dinamarca)   | Medalla de plata | Cuatro con timonel |